# 18 кілометр
18 кілометр (рос. 18 километр) — селище у складі Хабаровського району Хабаровського краю, Росія. Входить до складу Корфовського міського поселення.

## Населення
Населення — 13 осіб (2010; 18 у 2002).
Національний склад (станом на 2002 рік):
- росіяни — 89 %